# أليسون بيكفورد
أليسون بيكفورد (بالإنجليزية: Allison Beckford) هي عداءة سريعة جامايكية، ولدت في 8 مايو 1979 في أبرشية ويستمورلاند ‏ في جامايكا.

## وصلات خارجية
- أليسون بيكفورد على موقع الاتحاد الدولي لألعاب القوى (الإنجليزية)
- أليسون بيكفورد على موقع أوليمبيديا (الإنجليزية)
- أليسون بيكفورد على موقع اتحاد ألعاب الكومنولث (مؤرشف) (الإنجليزية)